# Patrick Leduc
Patrick Leduc (ur. 26 grudnia 1977 w Saint-Lambert) – kanadyjski piłkarz występujący na pozycji pomocnika.

## Kariera klubowa
Leduc treningi rozpoczynał w zespole FC Sélect Rive-Sud. Następnie grał w drużynie Fairleigh Dickinson Knights z uczelni Fairleigh Dickinson University. W 1998 roku został graczem klubu Twin Cities Tornado z USL Premier Development League. Spędził tam 2 sezony, a w 2000 roku odszedł do Montrealu Impact. Grał tam w latach 2000-2010. W tym czasie w latach 2000-2004 występował z nim w A-League, w latach 2005-2009 w USL First Division, a w 2010 roku w North American Soccer League. Wraz z zespołem dwukrotnie wygrał rozgrywki USL First Division (2004, 2009), dwa razy USL First Division Commissioners Cup (2005, 2006), a także siedem razy Voyaguers Cup (2002, 2003, 2004, 2005, 2006, 2007, 2008). W 2010 roku zakończył karierę.

## Kariera reprezentacyjna
W reprezentacji Kanady Leduc zadebiutował 2 lipca 2005 roku w przegranym 1:2 towarzyskim pojedynku z Hondurasem. W tym samym roku został powołany do kadry na Złoty Puchar CONCACAF. Zagrał na nim w meczach z Kostaryką (0:1) i Stanami Zjednoczonymi (0:2), a Kanada zakończyła turniej na fazie grupowej.
W drużynie narodowej Leduc rozegrał 3 spotkania, wszystkie w 2005 roku.
Zawodnik występował również w reprezentacji Kanady w piłce nożnej plażowej.